# Матија Молцер
Матија Молцер (мађ. Molcer Mátyás, Суботица, 9. мај 1935) је српски пијаниста, композитор, песник, преводилац, сликар, критичар и публициста.

## Биографија
Основну школу и гимназију завршио је у Суботици, а уметнички одсек клавира и оргуља, на загребачкој Музичкој акадамеији, у класи проф. Иве Мачека, 1969. Потом је постао професор у Суботици, а касније новинар у дневном листу Magyar Szó, где пише музичке и позоришне критике, ликовне приказе, ради интервјуе и тако даље.
Од 1963. године је радо на специјализацији у Италији (Сијена), а током 1967. и 1968. у португалском студију у Цириху (Швајцарска), где је усавршио клавир и композицију код Гезе Хегуија и Гезе Анде.
Титулу магистра клавира стекао је 1976. године у Скопљу, где му је ментор био Бранко Цветковић. Као концертни извођач наступио је у свим већим градовима Србије и тадашње СФРЈ, као и у Швајцарској, Немачкој, Италији, Мађарској, Словачкој и Чешкој.
Често је изводио тематске програме као што су: Хајднова, Моцартова, Бетовенова, Шубертова, Шопенова вечери, надаље ауторске и вечери суботичких композитора.

## Књижевни рад
Преводилаштвом се бави од шездесетих година 20. века, а на његов преводилачки рад пресудно је утицао на хрватски књижевник Лазар Мерковић. На мађарски језик је превео дела Звјездане Асић, Павла Бачића, Марије Дошен, Лазара Францишковића, Јакова Копиловића, Мирка Копуновића, Славка Матковића, Лазара Мерковића, Милована Миковића, Ивана Панчића, Миливоја Прћића, Звонка Сарића, Војислава Секеља, Балинта Вујкова, Петра Вукова и Томислава Жигманова. На немачки језик је превео једно дело Томислава Жигманова. Песме М. Молцера преведене су на више језика.

## Композиторски рад
У свету музике Молцер је познат као врстан извођач, композитор и педагог. Наступао је на клавирским концертима широм СФРЈ, а своје је наступе снимио за многе радио-станице. Компоновао је симфоније, сонате, свите, соло песме, композиције за хор, а за клавир је компоновао концерте и још нека мања дела.